# Sálvio Spinola Fagundes Filho
Sálvio Spinola Fagundes Filho (Bahia/Urandi, 1968. szeptember 14. –) brazil nemzetközi labdarúgó-játékvezető.

## Pályafutása

### Nemzeti játékvezetés
A játékvezetésből 1992-ben vizsgázott, 1999-ben lett a Séria A játékvezetője. Az aktív nemzeti játékvezetéstől 2011-ben vonult vissza. Első ligás mérkőzéseinek száma: 159.

#### Nemzeti kupamérkőzések
Vezetett Kupa-döntők száma: 1.

##### Brazil Kupa
| Időpont         | Helyszín                                      | Mérkőzés típusa        | Mérkőzés               | Eredmény | Nézők száma |
| --------------- | --------------------------------------------- | ---------------------- | ---------------------- | -------- | ----------- |
| 2011. június 8. | Major Antônio Couto Pereira Stadion, Curitiba | döntő második mérkőzés | Coritiba–Vasco da Gama | 3 : 2    | 31 516      |

### Nemzetközi játékvezetés
A Brazil labdarúgó-szövetség Játékvezető Bizottsága (JB) terjesztette fel nemzetközi játékvezetőnek, a Nemzetközi Labdarúgó-szövetség (FIFA) 2005-től tartotta nyilván bírói keretében. Több nemzetek közötti válogatott és klubmérkőzést vezetett. FIFA/CONMEBOL JB besorolás szerint elit kategóriás bíró. Az aktív nemzetközi játékvezetéstől 2011-ben búcsúzott. Nemzetközi mérkőzéseinek száma: 43.

#### Világbajnokság

##### U17-es labdarúgó-világbajnokság
Dél-Koreában rendezték a 2007-es U17-es labdarúgó-világbajnokságot, ahol a FIFA JB játékvezetőként foglalkoztatta.

###### 2007-es U17-es labdarúgó-világbajnokság
| Időpont              | Helyszín                   | Mérkőzés típusa              | Mérkőzés                  | Eredmény | Nézők száma |
| -------------------- | -------------------------- | ---------------------------- | ------------------------- | -------- | ----------- |
| 2007. augusztus 18.. | Városi Stadion, Szuwon     | csoportmérkőzés (A. csoport) | Costa Rica–Togo           | 1 : 1    | 7 256       |
| 2007. augusztus 20.  | Baekszeok Stadion, Cseonam | csoportmérkőzés (F. csoport) | Trinidad és Tobago–Ghána  | 1 : 4    | 11 521      |
| 2007. augusztus 26.  | Baekszeok Stadion, Cseonam | csoportmérkőzés (E. csoport) | Belgium–Egyesült Államok  | 0 : 2    | 14 927      |
| 2007. augusztus 29.  | Városi Stadion, Ulszan     | egyik nyolcaddöntő           | Spanyolország–Észak-Korea | 3 : 0    | 8 500       |
| 2007. szeptember 2.  | Központi Stadion, Goyang   | egyik negyeddöntő            | Anglia–Németország        | 1 : 4    | 12 560      |
| 2007. szeptember 5.  | Városi Stadion, Ulszan     | egyik elődöntő               | Spanyolország–Ghána       | 2 : 1    | 9 700       |

---
2008-ban a FIFA JB bejelentette, hogy a dél-afrikai rendezésű világbajnokság 54 lehetséges játékvezetőjének átmeneti listájára jelölte. Az első rostálást követő 38-as, szűkítette keretbe már nem szerepelt.
A világbajnoki döntőhöz vezető úton Dél-Afrikába a XIX., a 2010-es labdarúgó-világbajnokságra és Brazíliába a XX., a 2014-es labdarúgó-világbajnokságra a FIFA JB bíróként alkalmazta.

##### 2010-es labdarúgó-világbajnokság

###### Selejtező mérkőzés
| Időpont             | Helyszín                                     | Mérkőzés típusa        | Mérkőzés           | Eredmény | Nézők száma |
| ------------------- | -------------------------------------------- | ---------------------- | ------------------ | -------- | ----------- |
| 2007. november 20.  | Pueblo Nuevo Stadion, San Cristóbal          | előselejtező (4. kör)  | Venezuela–Bolívia  | 5 : 3    | 18 632      |
| 2008, október 15.   | Defensores del Chaco Stadion, Asunción       | előselejtező (10. kör) | Paraguay–Peru      | 1 : 0    | 31 545      |
| 2009. június 10.    | Polideportivo Cachamay Stadion, Puerto Ordaz | előselejtező (14. kör) | Venezuela–Uruguay  | 2 : 2    | 37 000      |
| 2009. szeptember 9. | Defensores del Chaco Stadion, Asunción       | előselejtező (16. kör) | Paraguay–Argentína | 1 : 0    | 38 000      |
| 2009. október 10.   | Olímpico Atahualpa Stadion, Quito            | előselejtező (17. kör) | Ecuador–Uruguay    | 1 : 2    | 42 700      |

##### 2014-es labdarúgó-világbajnokság

###### Selejtező mérkőzés
| Időpont            | Helyszín                                             | Mérkőzés típusa       | Mérkőzés           | Eredmény | Nézők száma |
| ------------------ | ---------------------------------------------------- | --------------------- | ------------------ | -------- | ----------- |
| 2011. november 15. | Metropolitano Roberto Meléndez Stadion, Barranquilla | előselejtező (4. kör) | Kolumbia–Argentína | 1 : 2    | 49 600      |

#### Amerika Kupa

##### Copa América mérkőzés
| Időpont          | Helyszín                                                  | Mérkőzés típusa              | Mérkőzés            | Eredmény | Nézők száma |
| ---------------- | --------------------------------------------------------- | ---------------------------- | ------------------- | -------- | ----------- |
| 2011. július 6.  | Olímpico Chateau Carreras Stadion, Córdoba                | csoportmérkőzés (A. csoport) | Argentína –Kolumbia | 0 : 0    |             |
| 2011. július 12. | Malvinas Argentinas Stadion, Mendoza                      | csoportmérkőzés (C. csoport) | Chile–Peru          | 1 : 0    |             |
| 2011. július 24. | Monumental Antonio Vespucio Liberti Stadion, Buenos Aires | döntő                        | Uruguay–Paraguay    | 3 : 0    | 57 921      |

## Szakmai sikerek
Az IFFHS (International Federation of Football History & Statistics) 1987–2011 évadokról tartott nemzetközi szavazásán 151, játékvezető besorolásával minden idők 98, legjobb bírójának rangsorolta, holtversenyben  Gamál al-Gandúr, Renato Marsiglia, Edgardo Codesal Méndez társaságában.